# The Young and Defenceless
The Young and Defenceless è il sesto EP dei Funeral for a Friend, pubblicato il 6 settembre 2010. È il primo disco della band con il nuovo bassista Richard Boucher, ed il primo in cui Gavin Burrough suona la chitarra elettrica invece del basso. Il titolo dell'EP deriva da una frase contenuta nella canzone Sixteen. Questa, assieme a Damned If You Do, Dead If You Don't, compare anche nel successivo album full length della band, Welcome Home Armageddon, uscito ad inizio 2011. La copertina è stata realizzata da Rianne Rowlands. Tra il contenuto scaricabile, è stato inserito il demo di Wrench, singolo della compilation Your History Is Mine, pubblicata l'anno precedente.
L'album presenta un approccio più aggressivo al post-hardcore rispetto ai precedenti lavori della band, e traccia la strada per lo stile usato in Welcome Home Armageddon.

## Storia
Dopo le 4 nuove canzoni scritte con il nuovo membro Gavin Burrough comparse sulla raccolta pubblicata nel 2009, la band era rimasta soddisfatta ed ha manifestato l'intenzione di scrivere un nuovo album. Prima di quello però i Funeral for a Friend hanno deciso di pubblicare alcune delle canzoni appena scritte in un EP, e hanno lanciato una campagna per la raccolta fondi attraverso il sito PledgeMusic. Il 10% del ricavato delle donazioni è stato devoluto in beneficenza alle associazioni PETA, Teenage Cancer Trust e Rainbow Trust Children's Charity.
L'annuncio "al pubblico" dell'EP è stato dato dalla band il 30 giugno 2010 Il CD, in edizione limitata, era disponibile solo tramite acquisto su PledgeMusic nel Regno Unito, mentre nel resto d'Europa è stata resa disponibile la versione scaricabile. Nel 2014 la band ha poi messo in vendita sul proprio sito alcune copie rimaste ritrovate in magazzino. Il 29 ottobre 2010 è stato pubblicato un video per Serpents in Solitude.

## Tracce
1. Serpents in Solitude – 3:23
2. Vultures – 3:39
3. Damned If You Do, Dead If You Don't – 3:26
4. Sixteen – 2:50

Contenuto aggiuntivo per il download
1. Wrench (demo) – 3:23

## Formazione

### Band
- Matthew Davies-Kreye - voce
- Kris Coombs-Roberts - chitarra
- Gavin Burrough - chitarra e voce di fondo
- Ryan Richards - batteria e scream
- Richard Boucher - basso

### Personale aggiuntivo
- Romesh Dodangoda - produzione